# ザクム油田

中東の油田・天然ガス田分布。緑が油田、赤がガス田。

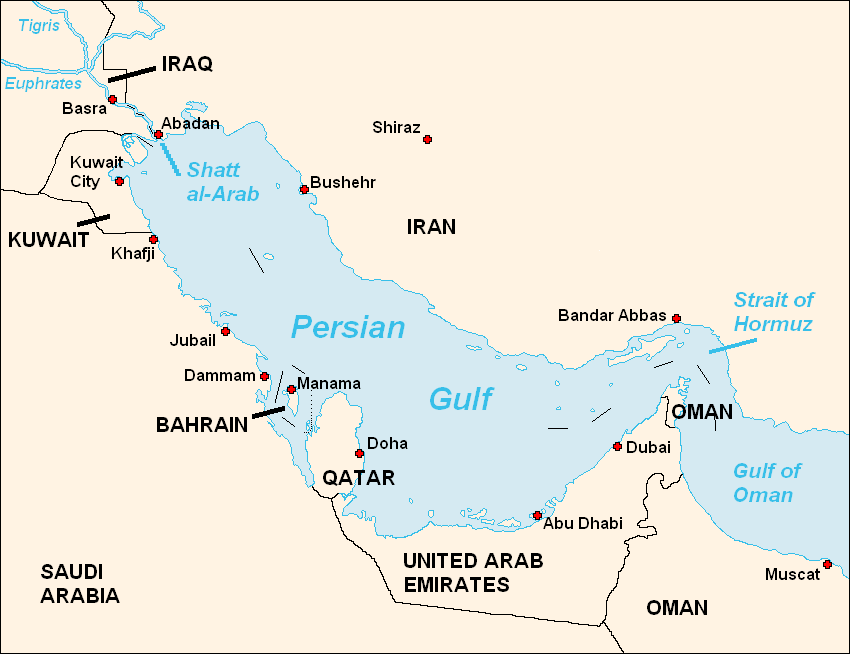
ペルシア湾地図

ザクム油田（ザクムゆでん、Zakum Field）は、アラブ首長国連邦（略称UAE）にある油田。

## 概要
アブダビ沖のペルシア湾内に位置する。水深は12から18mと浅く、石油プラットフォームによる採掘が行われている。発見は1963年であり、下部油層（下部ザクム油田）の採掘開始は1967年、上部油層（上部ザクム油田）は1982年からである。2004年時点の生産量は、下部ザクム油田が226千バーレル/日、上部ザクム油田が500バーレル/日。
日本もこの油田には開発時より関わっており、一部権益を有しているが、2010年代以降契約切れとなるため、油田権益の延長が議題にあがっていた。国際石油開発帝石が2018年（平成30年）3月9日付で下部ザクム油田（Lower Zakum oil field）の権益を2058年まで40年間延長する契約を結ぶことになった。アブダビ側に6億ドルを支払い、産出する原油の10パーセントを優先的に調達できる。
このほか、気候変動対応及び資源採掘の観点から、油田への二酸化炭素注入による原油回収率向上技術の研究・開発が行われている。